# Spalacopsis similis
Spalacopsis similis là một loài bọ cánh cứng trong họ Cerambycidae.